# As the Sparks Fly Upwards
As the Sparks Fly Upwards è un cortometraggio muto del 1913 diretto da Hay Plumb.

## Trama
Un uomo ferito torna dall'Australia in tempo per soccorrere la sua famiglia che sta morendo di fame.

## Produzione
Il film fu prodotto dalla Hepworth.

## Distribuzione
Distribuito dalla Hepworth, il film - un cortometraggio in tre rulli - uscì nelle sale cinematografiche britanniche nel maggio 1913. Nel 1914, ne venne fatta una riedizione.
Fu distrutto nel 1924 dallo stesso produttore, Cecil M. Hepworth. Fallito, in gravissime difficoltà finanziarie, Hepworth pensò in questo modo di poter almeno recuperare il nitrato d'argento della pellicola.